# Teufenbach-Katsch
Teufenbach-Katsch est une commune créée en 2015 dans le district de Murau en Styrie, en Autriche.
La commune a été créée dans le cadre de la réforme structurelle municipale Styrie, à la fin de 2014, en fusionnant les anciennes communes Teufenbach et Frojach-Katsch.